# FDGB-Pokal 1956

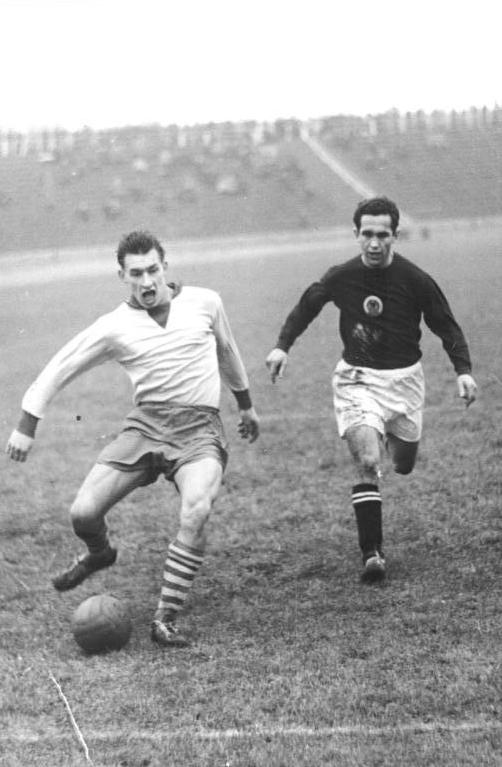
Szene aus dem Halbfinale: Horst Assmy trifft für Vorwärts gegen den frisch gekürten Meister Wismut zum 1:0.

Die sechste Auflage des FDGB-Fußballpokal-Wettbewerbes begann 1956 mit 141 Mannschaften. Wegen der Umstellung der Fußballsaison auf das Kalenderjahr fand das Endspiel erst am Jahresende statt. Es wurden zwei Zwischenrunden und zwei Hauptrunden ausgetragen, ehe es über das Achtel-, Viertel- und Halbfinale zum Pokalendspiel kam. Alle Runden wurden im K.-o.-System ausgetragen. Nach einem Unentschieden ging es in die Verlängerung, wurde danach immer noch kein Sieger ermittelt, kam es zu einem Wiederholungsspiel.
In der Zwischenrunde, die nach territorialen Gesichtspunkten gelost wurde, gingen 113 Vertretungen der DDR-Bezirkspokal-Wettbewerbe an den Start, zu denen erstmals die 28 Vertreter der 1955 neu gegründeten II. DDR-Liga stießen. Dieses Feld hatte sich nach der 2. Zwischenrunde auf 36 Mannschaften reduziert, die in der 1. Hauptrunde auf die jeweils 14 Vertreter der I. DDR-Liga und der Oberliga, der höchsten Fußballklasse, trafen.
Im Achtelfinale waren bereits keine Mannschaften aus den Bezirken und der II. DDR-Liga mehr vertreten. Auch die Oberligisten Rotation Babelsberg, Motor Karl-Marx-Stadt, SC Rotation Leipzig und Motor Zwickau hatten die Segel streichen müssen. In das Viertelfinale gelangten mit Chemie Wolfen, Chemie Halle-Leuna und Chemie Zeitz noch drei Zweitligisten, von denen sich nur Halle mit einem 4:3 nach Verlängerung gegen Aktivist Brieske-Senftenberg durchsetzen konnte. Auch im Halbfinale lieferten die Hallenser ihrem Gegner Turbine Erfurt einen harten Kampf. Sie gingen erneut in die Verlängerung und hielten in Erfurt ein 1:1, um dann im Rückspiel sensationell mit 5:0 zu siegen. Ihr Gegner im Finale war der ZASK Vorwärts Berlin, der den Pokalverteidiger und frisch gebackenen DDR-Meister SC Wismut Karl-Marx-Stadt mit 2:0 aus dem Rennen geworfen hatte.

## 1. Zwischenrunde
Die Spiele fanden im Mai 1956 statt, wobei der 1. Mai Hauptspieltag war.
|                                    | Ergebnis  |                                   |
| ---------------------------------- | --------- | --------------------------------- |
| BSG Aufbau Wolgast                 | 2:1 n. V. | BSG Turbine Neubrandenburg        |
| ZSK Vorwärts der KVP Prenzlau      | 0:1       | BSG Einheit Greifswald            |
| BSG Empor Anklam                   | 5:1       | BSG Motor Stralsund               |
| BSG Einheit Grimmen                | 4:2 n. V. | BSG Motor Torgelow                |
| BSG Traktor Burg Stargard          | 2:0       | BSG Lokomotive Stralsund          |
| BSG Traktor Franzburg              | 3:2       | BSG Traktor Siedenbollentin       |
| BSG Empor Friedland                | 0:6       | BSG Motor Warnowwerft Warnemünde  |
| BSG Traktor Lelkendorf             | 1:3       | BSG Motor Rostock                 |
| BSG Aufbau Boizenburg              | 1:4       | BSG Motor Wismar                  |
| BSG Einheit Rostock                | 2:1       | BSG Fortschritt Neustadt-Glewe    |
| BSG Einheit Schwerin               | 5:0       | BSG Aufbau Rostock                |
| BSG Traktor Domsmühl               | 1:9       | BSG Einheit Wismar                |
| BSG Motor Rathenow                 | 1:6       | SG Dynamo Schwerin                |
| BSG Traktor Putlitz                | 1:3       | BSG Motor Schwerin                |
| BSG Einheit Osterburg              | 5:3       | BSG Empor Grabow                  |
| BSG Traktor Diesdorf               | 0:7       | BSG Lokomotive Wittenberge        |
| BSG Motor Wittenberge              | 3:4       | BSG Motor Süd Brandenburg         |
| BSG Einheit Wolmirstedt            | 8:0       | BSG Empor Wittenberge             |
| BSG Motor Mögelin                  | 4:1       | SG Lichtenberg 47                 |
| BSG Traktor Haldensleben           | 1:3       | BSG Stahl Thale                   |
| BSG Chemie Piesteritz              | 2:5       | BSG Einheit Burg                  |
| BSG Aktivist Sondershausen         | 0:2       | SG Dynamo Eisleben                |
| BSG Stahl WW Hettstedt             | 3:0       | BSG Empor Halberstadt             |
| BSG Motor Schönebeck               | 2:3       | BSG Chemie Greppin                |
| BSG Einheit Zerbst                 | 0:7       | BSG Chemie Bitterfeld             |
| SG Treuenbrietzen                  | 0:1       | BSG Lokomotive Schöneweide        |
| BSG Motor Oderberg                 | 4:2       | SG Berolina Stralau               |
| BSG Aufbau Finowfurt               | 2:5       | SG Hohenschönhausen               |
| SG Union Fürstenwalde              | 2:3       | SC Motor Berlin                   |
| SG Wacker Lichtenberg              | (1)       | BSG Stahl Hennigsdorf             |
| BSG Motor Leegebruch               | 2:1       | BSG Motor Oberspree               |
| SG Fortuna Pankow                  | 2:3       | BSG Empor Zossen                  |
| BSG Motor Friedrichshagen          | 1:6       | BSG Aufbau Rüdersdorf             |
| BSG Lok Bau-Union Buchholz         | 3:2       | BSG Stahl Stalinstadt             |
| BSG Lokomotive Frankfurt/Oder      | 5:4       | SK Vorwärts Cottbus               |
| BSG Fortschritt Cottbus            | 2:3       | SG Dynamo Frankfurt/Oder          |
| BSG Aktivist Finkenheerd           | 1:4       | BSG Lokomotive Cottbus            |
| BSG Chemie Friedrichshain          | (2)       | BSG Einheit Frankfurt/Oder        |
| BSG Chemie Weißwasser              | 2:3       | BSG Motor Bautzen                 |
| BSG Aktivist Laubusch              | 3:1       | BSG Stahl Freital                 |
| BSG Aktivist Neumark               | 0:2       | HSG Wissenschaft DHfK Leipzig     |
| BSG Aktivist Borna                 | 1:1 n. V. | BSG Chemie Leuna                  |
| BSG Turbine Halle                  | 0:1       | BSG Rotation Südwest Leipzig      |
| BSG Traktor Taucha                 | 2:3       | BSG Motor Ammendorf               |
| BSG Motor West Leipzig             | 1:3       | BSG Empor Halle                   |
| BSG Chemie Buna Schkopau           | 5:1       | SG Zwenkau                        |
| BSG Stahl Brandis                  | 0:2       | SC Stahl Riesa                    |
| BSG Einheit Hoyerswerda            | 2:5       | SG Dynamo Dresden                 |
| BSG Traktor Lommatzsch             | 1:4       | BSG Motor Lauchhammer-Ost         |
| BSG Chemie Coswig                  | 1:2       | BSG Chemie Schwarzheide           |
| BSG Einheit Langensalza            | 2:0       | BSG Aktivist Kali Werra Tiefenort |
| BSG Motor Schmalkalden             | 9:2       | BSG Motor Eisenach                |
| BSG Motor Suhl                     | 2:1       | BSG Motor Erfurt Nord             |
| BSG Motor Gotha                    | 0:2       | BSG Motor Veilsdorf               |
| BSG Fortschritt Geschwenda         | 0:6       | BSG Lokomotive Weimar             |
| BSG Motor Rudisleben-Ichtershausen | 3:2       | BSG Chemie Lauscha                |
| BSG Fortschritt Pößneck            | 1:3       | BSG Motor Sonneberg               |
| BSG Empor Jena                     | 2:1       | BSG Motor Steinach                |
| BSG Empor Erfurt                   | 2:3       | BSG Chemie Jena                   |
| BSG Chemie Kahla                   | 0:1       | BSG Motor Oberlind                |
| BSG Motor Neustadt (Orla)          | 1:0       | BSG Einheit Mitte Erfurt          |
| BSG Chemie Apolda                  | 6:0       | BSG Traktor Frießnitz             |
| BSG Fortschritt Oelsnitz           | 3:2       | BSG Stahl Silbitz                 |
| BSG Wismut Plauen                  | 2:1       | BSG Fortschritt Hartha            |
| BSG Aufbau Theuma                  | 0:9       | BSG Chemie Elsterberg             |
| BSG Aktivist „Karl Marx“ Zwickau   | 5:1       | BSG Aufbau Meißen                 |
| BSG Motor Döbeln                   | 4:2       | BSG Motor Zschopau                |
| BSG Stahl Gröditz                  | 2:0       | BSG Stahl Lugau                   |
| BSG Empor Tabak Dresden            | 4:0       | BSG Motor West Karl-Marx-Stadt    |

Durch ein Freilos zogen die BSG Wismut Auerbach, die BSG Wismut Schneeberg und die BSG Stahl Lippendorf direkt in die 2. Zwischenrunde ein. (3)

### Wiederholungsspiel
|                  | Ergebnis |                    |
| ---------------- | -------- | ------------------ |
| BSG Chemie Leuna | 4:2      | BSG Aktivist Borna |

## 2. Zwischenrunde
Die Spiele fanden am 24. Juni 1956 statt.
|                                  | Ergebnis  |                                    |
| -------------------------------- | --------- | ---------------------------------- |
| BSG Motor Wismar                 | 4:2       | BSG Einheit Schwerin               |
| SG Dynamo Schwerin               | 2:1 n. V. | BSG Einheit Rostock                |
| BSG Motor Warnowwerft Warnemünde | 10:30     | BSG Empor Anklam                   |
| BSG Einheit Greifswald           | 6:1       | BSG Aufbau Wolgast                 |
| BSG Motor Rostock                | 4:1       | BSG Traktor Burg Stargard          |
| BSG Motor Schwerin               | 1:6       | BSG Einheit Osterburg              |
| BSG Einheit Wismar               | 6:0       | BSG Traktor Franzburg              |
| BSG Lokomotive Wittenberge       | 5:2       | BSG Einheit Wolmirstedt            |
| BSG Motor Süd Brandenburg        | 6:1       | BSG Motor Leegebruch               |
| BSG Einheit Burg                 | 11:10     | BSG Motor Mögelin                  |
| BSG Einheit Grimmen              | 1:5       | BSG Chemie Bitterfeld              |
| BSG Stahl Thale                  | 4:1       | BSG Einheit Langensalza            |
| SG Dynamo Eisleben               | 3:2       | BSG Stahl Lippendorf               |
| BSG Chemie Greppin               | 4:0       | BSG Chemie Apolda                  |
| BSG Rotation Südwest Leipzig     | 1:4       | BSG Chemie Buna Schkopau           |
| SG Hohenschönhausen              | 5:0       | BSG Motor Oderberg                 |
| SC Motor Berlin                  | 0:2       | BSG Lokomotive Frankfurt/Oder      |
| BSG Aufbau Rüdersdorf            | 4:2       | SG Wacker Lichtenberg              |
| SG Dynamo Frankfurt/Oder         | 3:2       | BSG Lok Bau-Union Buchholz         |
| BSG Empor Zossen                 | 1:2       | BSG Lokomotive Schöneweide         |
| HSG Wissenschaft DHfK Leipzig    | 9:2       | BSG Stahl WW Hettstedt             |
| BSG Lokomotive Cottbus           | 2:3       | BSG Stahl Gröditz                  |
| BSG Chemie Friedrichshain        | 2:6       | BSG Empor Tabak Dresden            |
| BSG Chemie Schwarzheide          | 2:3       | BSG Motor Bautzen                  |
| BSG Motor Lauchhammer-Ost        | 2:4       | BSG Motor Döbeln                   |
| SC Stahl Riesa                   | 3:2 n. V. | BSG Aktivist Laubusch              |
| BSG Chemie Leuna                 | 6:1       | BSG Empor Jena                     |
| BSG Motor Ammendorf              | 1:3       | BSG Motor Neustadt (Orla)          |
| BSG Lokomotive Weimar            | 4:0       | BSG Empor Halle                    |
| BSG Wismut Plauen                | 4:0       | BSG Motor Suhl                     |
| BSG Motor Oberlind               | 5:2       | BSG Motor Rudisleben-Ichtershausen |
| BSG Chemie Jena                  | 4:2       | BSG Motor Schmalkalden             |
| BSG Motor Veilsdorf              | 2:3       | BSG Wismut Auerbach                |
| BSG Motor Sonneberg              | 0:1       | BSG Wismut Schneeberg              |
| BSG Chemie Elsterberg            | 0:0 n. V. | BSG Fortschritt Oelsnitz           |
| SG Dynamo Dresden                | 0:1       | BSG Aktivist „Karl Marx“ Zwickau   |

### Wiederholungsspiel
Das Spiel fand am 27. Juni 1956 statt.
|                          | Ergebnis |                       |
| ------------------------ | -------- | --------------------- |
| BSG Fortschritt Oelsnitz | 2:1      | BSG Chemie Elsterberg |

## 1. Hauptrunde
Die Spiele fanden vom 28. Juli bis 1. August 1956 statt.
|                                  | Ergebnis  |                                  |
| -------------------------------- | --------- | -------------------------------- |
| BSG Motor Rostock                | 1:4       | BSG Lokomotive Stendal           |
| SG Dynamo Schwerin               | 1:7       | ZASK Vorwärts Berlin             |
| BSG Motor Warnowwerft Warnemünde | 0:3       | BSG Chemie AGFA Wolfen           |
| BSG Einheit Greifswald           | 0:0 n. V. | SC Empor Rostock                 |
| BSG Motor Wismar                 | 1:3 n. V. | SC Dynamo Berlin                 |
| BSG Einheit Osterburg            | 2:3       | BSG Motor Dessau                 |
| BSG Einheit Wismar               | 5:1       | BSG Lokomotive Schöneweide       |
| BSG Lokomotive Wittenberge       | 2:4       | BSG Motor Mitte Magdeburg        |
| BSG Motor Süd Brandenburg        | 2:5       | SC Rotation Leipzig              |
| BSG Einheit Burg                 | 2:4       | SC Chemie Halle-Leuna            |
| BSG Chemie Bitterfeld            | 2:3       | SC Wismut Karl-Marx-Stadt        |
| BSG Stahl Thale                  | 1:3       | SC Turbine Erfurt                |
| SG Dynamo Eisleben               | 0:3       | BSG Motor Zwickau                |
| BSG Chemie Greppin               | 6:1       | BSG Motor Nordhausen-West        |
| BSG Chemie Buna Schkopau         | 0:5       | SC Einheit Dresden               |
| SG Hohenschönhausen              | (4)       | SC Wissenschaft Halle            |
| BSG Lokomotive Frankfurt/Oder    | 4:3       | BSG Aufbau Großräschen (5)       |
| BSG Aufbau Rüdersdorf            | 01:10     | SC Aktivist Brieske-Senftenberg  |
| SG Dynamo Frankfurt/Oder         | 0:3       | BSG Rotation Babelsberg          |
| BSG Chemie Jena                  | 4:2       | BSG Wismut Auerbach              |
| HSG Wissenschaft DHfK Leipzig    | 3:1 n. V. | BSG Aktivist „Karl Marx“ Zwickau |
| BSG Stahl Gröditz                | 2:0       | BSG Chemie Glauchau              |
| BSG Empor Tabak Dresden          | 5:0       | BSG Empor Wurzen-West (5)        |
| BSG Motor Bautzen                | 3:0       | SC Motor Karl-Marx-Stadt         |
| BSG Motor Döbeln                 | 0:2       | BSG Chemie Zeitz                 |
| SC Stahl Riesa                   | 2:6       | BSG Fortschritt Meerane          |
| BSG Chemie Leuna                 | 0:1       | SC Fortschritt Weißenfels        |
| BSG Motor Neustadt (Orla)        | 1:1 n. V. | BSG Wismut Schneeberg            |
| BSG Lokomotive Weimar            | 0:1       | SC Lokomotive Leipzig            |
| BSG Wismut Plauen                | 3:4 n. V. | SC Motor Jena                    |
| BSG Motor Oberlind               | 3:2       | BSG Wismut Gera                  |
| BSG Fortschritt Oelsnitz         | 1:5       | BSG Motor Altenburg              |

### Wiederholungsspiele
Das Spiel in Rostock fand am 17. Oktober 1956 statt.
|                       | Ergebnis |                           |
| --------------------- | -------- | ------------------------- |
| SC Empor Rostock      | 3:1      | BSG Einheit Greifswald    |
| BSG Wismut Schneeberg | 2:0      | BSG Motor Neustadt (Orla) |

## 2. Hauptrunde
Die Spiele fanden vom 15. bis 18. November 1956 statt.
|                                 | Ergebnis  |                               |
| ------------------------------- | --------- | ----------------------------- |
| BSG Motor Dessau                | 4:2       | BSG Motor Oberlind            |
| SC Chemie Halle-Leuna           | 8:0       | BSG Einheit Wismar            |
| BSG Wismut Schneeberg           | 0:6       | SC Empor Rostock              |
| SC Fortschritt Weißenfels       | 2:0       | BSG Chemie Greppin            |
| BSG Motor Mitte Magdeburg       | 8:0       | BSG Lokomotive Frankfurt/Oder |
| BSG Lokomotive Stendal          | 1:0       | SG Hohenschönhausen           |
| BSG Chemie Zeitz                | 6:3       | BSG Stahl Gröditz             |
| SC Einheit Dresden              | 6:2       | BSG Chemie Jena               |
| ZASK Vorwärts Berlin            | 7:0       | BSG Empor Tabak Dresden       |
| BSG Motor Altenburg             | 4:1       | BSG Motor Bautzen             |
| SC Rotation Leipzig             | 3:3 n. V. | SC Wismut Karl-Marx-Stadt     |
| SC Dynamo Berlin                | 6:2       | BSG Fortschritt Meerane       |
| BSG Rotation Babelsberg         | 1:2 n. V. | SC Turbine Erfurt             |
| BSG Chemie AGFA Wolfen          | 3:1 n. V. | HSG Wissenschaft DHfK Leipzig |
| SC Aktivist Brieske-Senftenberg | 3:2 n. V. | SC Motor Jena                 |
| SC Lokomotive Leipzig           | 3:0       | BSG Motor Zwickau             |

### Wiederholungsspiel
Das Spiel fand am 21. November 1956 statt.
|                           | Ergebnis |                     |
| ------------------------- | -------- | ------------------- |
| SC Wismut Karl-Marx-Stadt | 2:0      | SC Rotation Leipzig |

## Achtelfinale
Die Spiele fanden vom 25. bis 28. November 1956 statt.
|                           | Ergebnis  |                                 |
| ------------------------- | --------- | ------------------------------- |
| SC Empor Rostock          | 0:1       | SC Aktivist Brieske-Senftenberg |
| BSG Motor Dessau          | 2:3       | BSG Chemie Zeitz                |
| BSG Motor Altenburg       | 0:3       | ZASK Vorwärts Berlin            |
| BSG Motor Mitte Magdeburg | 1:2       | SC Chemie Halle-Leuna           |
| BSG Lokomotive Stendal    | 1:3       | SC Einheit Dresden              |
| SC Wismut Karl-Marx-Stadt | 8:0       | SC Dynamo Berlin                |
| SC Turbine Erfurt         | 3:1 n. V. | SC Fortschritt Weißenfels       |
| SC Lokomotive Leipzig     | 1:2       | BSG Chemie AGFA Wolfen          |

## Viertelfinale
Die Spiele fanden am 2. Dezember 1956 statt.
|                        | Ergebnis  |                                 |
| ---------------------- | --------- | ------------------------------- |
| BSG Chemie AGFA Wolfen | 1:2 n. V. | ZASK Vorwärts Berlin            |
| SC Chemie Halle-Leuna  | 4:3 n. V. | SC Aktivist Brieske-Senftenberg |
| BSG Chemie Zeitz       | 1:2       | SC Wismut Karl-Marx-Stadt       |
| SC Turbine Erfurt      | 6:3       | SC Einheit Dresden              |

## Halbfinale
Die Spiele fanden am 9. Dezember 1956 statt.
|                      | Ergebnis  |                           |
| -------------------- | --------- | ------------------------- |
| ZASK Vorwärts Berlin | 2:0       | SC Wismut Karl-Marx-Stadt |
| SC Turbine Erfurt    | 1:1 n. V. | SC Chemie Halle-Leuna     |

### Wiederholungsspiel
Das Spiel fand am 12. Dezember 1956 statt.
|                       | Ergebnis |                   |
| --------------------- | -------- | ----------------- |
| SC Chemie Halle-Leuna | 5:0      | SC Turbine Erfurt |

## Finale

### Statistik
| Paarung               | SC Chemie Halle-Leuna – ZASK Vorwärts Berlin |
| Ergebnis              | 2:1 (1:0) |
| Datum                 | 16. Dezember 1956 |
| Stadion               | Ernst-Grube-Stadion, Magdeburg |
| Zuschauer             | 25.000 |
| Schiedsrichter        | Fritz Köpcke (Wusterhausen) |
| Tore                  | 1:0 Klaus Büchner (18.) 1:1 Heinz Kaulmann (73.) 2:1 Günter Imhof (84.) |
| SC Chemie Halle-Leuna | Günter Melchior – Hans-Joachim Oelze, Klaus Hoffmann, Robert Heyer – Willi Streit, Günter Imhof – Alfred Jaukus, Werner Lehrmann, Joachim Lehmann, Walter Schmidt, Klaus Büchner (84. Rolf Hoffmann) Cheftrainer: Horst Sockoll       |
| ZASK Vorwärts Berlin  | Karl-Heinz Spickenagel – Peter Kalinke, Gerhard Marotzke, Werner Eilitz – Hans Küchler, Werner Unger – Horst Assmy, Heinz Kaulmann, Gerhard Reichelt (59. Siegfried Wachtel), Lothar Meyer, Günther Wirth Cheftrainer: János Gyarmati |

### Spielverlauf
Nach Einheit Pankow (1952/53) war im sechsten Endspiel um den FDGB-Pokal mit dem SC Chemie Halle-Leuna zum zweiten Mal ein Zweitligist beteiligt. Allerdings hatten die Hallenser die abgelaufene Saison 1956 als Aufsteiger in die Oberliga beendet. Der Gegner ZASK Vorwärts Berlin hatte die Oberligasaison als Tabellensechster abgeschlossen. Da die Ost-Berliner sechs aktuelle Nationalspieler aufboten, gingen sie als klarer Favorit in das Spiel. Auf der anderen Seite hatten die Hallenser das Handicap zu tragen, dass sie erst vor sieben bzw. vier Tagen im Halbfinale zunächst eine Verlängerung und danach ein Wiederholungsspiel gegen den Oberligisten SC Turbine Erfurt bestreiten mussten.
Es dauerte eine Viertelstunde, bis der SC Chemie seinen Spielrhythmus gefunden hatte. Bis dahin bestimmten die Berliner das Geschehen, erkämpften sich zwei Eckbälle, die jedoch nicht genutzt werden konnten. Danach übernahm Halles Halblinker Walter Schmidt die Initiative und kurbelte die Offensive seiner Mannschaft an. Nacheinander kreuzten Lehmann, Lehrmann und Imhof gefährlich vor dem Berliner Tor auf, mit ständigen Positionswechseln für Verwirrung sorgend. Dieses hatte Erfolg, denn in der 18. Minute fiel der Führungstreffer für Chemie. Halles Rechtsaußen Jaukus hatte Eilitz aus der Deckung herausgelockt, überspielte ihn und konnte auf seinen Mittelstürmer Lehmann passen. Berlins Torwart Spickenagel verpasste eine Flanke zu Büchner, dessen Schuss zunächst gegen den Pfosten prallte, danach aber ins leere Tor trudelte.
Mit zunehmender Spieldauer offenbarten sich die Schwächen der Berliner Spielanlage. Zwar waren die Akteure technisch beschlagen und zeigten mach sehenswerten Spielzug, doch auf dem Weg zum gegnerischen Tor war man zu zögerlich. Außerdem verzettelten sich die Stürmer in Einzelaktionen, übersahen mehrfach den besser postierten Nebenmann. Mittelstürmer Gerhard Reichelt spielte völlig außer Form und war der Schwachpunkt in der Vorwärts-Mannschaft. Kamen die Stürmer mal zu Einschussmöglichkeiten, scheiterten sie am hervorragend haltenden Torwart Melchior.
Die zweite Halbzeit begann mit einem Pfostenschuss des Hallensers Lehrmann, wenig später hatten die Berliner Meyer, Unger und Assmy gute Torchancen, die jedoch allesamt vergeben wurden. Danach entschloss sich Vorwärts-Trainer Gyarmati in der 59. Minute, den nach wie vor enttäuschenden Reichelt gegen Siegfried Wachtel auszuwechseln. Diese Maßnahme belebte das Spiel der Berliner sichtbar, doch es dauerte bis zur 73. Minute, ehe ein zählbarer Erfolg heraussprang. Ausgangspunkt, war der eingewechselte Wachtel, dessen Flanke Kaulmann zum 1:1-Ausgleich verwerten konnte. Der SC Chemie ließ sich dadurch aber nicht beeindrucken. Seine Spieler mobilisierten, erneut angetrieben von Walter Schmidt, die letzten Kraftreserven, auf der anderen Seite zeigten die Vorwärts-Spieler überraschend konditionelle Schwächen. So fiel konsequenterweise in der 84. Minute der entscheidende Siegtreffer für den Außenseiter SC Chemie Halle-Leuna. Einen Scharfschuss von Lehmann konnte Marotzke in höchster Not zur Ecke abwehren. Spickenagel verpasste den Eckstoss und Imhof war mit einem sehenswerten Kopfstoß zur Stelle.
Kommentar des Chemie-Trainer Horst Sockoll: „Ich hätte selbst nicht geglaubt, dass die Jungen noch solche Reserven mitbringen würden, aber der Geist und der Wille haben gesiegt.“